# Stockholms lyceum

Stockholms lyceum var ett privat gymnasium (högre fullständigt läroverk) som grundades 1839 av adjunkt Claes Olof Ramström, med dimissonsrätt till universiteten från 1864. Skolan låg i kvarteret Jericho vid Regeringsgatan 54 / Lästmakargatan 23 i ett numera rivet hus. 1851 övertogs föreståndarskapet av Carl Johan Bohman och Otto von Feilitzen och de hade ansvaret fram tills Stockholms lyceum slogs samman med Stockholms Ateneum 1875. Under deras tid fick 1 426 elever undervisning, av vilka 265 fortsatte på universitetet och 191, efter avklarad examen, till krigsskolan på Karlberg från den så kallade Förberedande kadettavdelningen.
Elever som har gått på skolan är bland andra August Strindberg, Carl Snoilsky, Axel Munthe, industrimannen Oscar Lamm, hovmannen Magnus Lagerberg och Gerhard Holm.

## Strindberg
I sin självbiografiska roman Tjänstekvinnans son, kapitel 5, kontrasterar Strindberg det privata läroverket Stockholms lyceum med statliga läroverk. På Stockholms lyceum var aga avskaffad och eleverna behandlades som tänkande varelser, de tilläts diskutera med, och till och med säga emot lärarna.  Han noterar att många av eleverna kom från aristokratin (ännu ett tillfälle att peka på den underlägsenhet som hans alter ego, Johan, upplever), men att stämningen på skolan och rektorns attityd var liberal och demokratisk.
Tom Edgar Wilson var en jämnårig skolkamrat, avporträtterad som "Den kvarlåtne" i novellsamlingen Fagervik och Skamsund.
Strindbergs sånglärare på Stockholms lyceum var konstnären och serietecknaren Conny Burman, som är omnämnd i Tjänstekvinnans son. Strindberg antecknade om Conny Burman på sjuksängen 1912 efter att Burman skickat en hälsning till den mycket sjuke Strindberg: "En det är. -- En det är! Oss frälsa kan! -- Kristi Kyrie! -- Kristi Kyrie! Sjöngs på Stockholms Lyceum 1864-65 under Conny Burmans ledning, min sånglärares."
Strindbergs första skola var Klara skola. Han gick på Stockholms lyceum mellan 1861 och 1867 och studerade därefter vid Uppsala universitet.